# 自殺クラブ (秘密結社)
自殺クラブ（英語: Suicide Club）とはかつてサンフランシスコにあった秘密結社で、近代的かつ極端な都市探査を行う初の団体として知られ、無政府主義的な集団悪戯行為としても知られる。団体名に反して実際は自殺とは無関係の活動内容だった。

## 歴史
ゲイリー・ウォーンと友人であるエイドリアン・バーク、デビッド・ウォーレン、ナンシー・プロシアが設立、1977年にサンフランシスコのコミュニバーシティで教鞭をとっていたウォーンがフリースクール運動の一環として開始し、1983年にウォーンが死去する直前まで続けられた。イベントの開始終了場所はウォーンの中古書店「Circus of the Soul」だった。
自殺クラブの名称はロバート・ルイス・スティーヴンソンの三部作『自殺クラブ』から取られていて、クラブに入った死を望む男の話で、毎日夕方に倶楽部の会員が様々な死に方を選ぶものである。気軽な悪戯を好む会員のおどけた性質だったとはいえ名前は軽く偽ったものだった。

## 活動
時々行われる入会セレモニーに出席することで会員になることが出来た。一部会員は様々なイベントを企画することができ、「Nooseletter」と皮肉的に命名されたクラブの月刊メーラーにおける記事でリストとして告知することができる。以下、ほとんどのイベントが該当すると思われる5つほどの一般的なカテゴリに分かれる。
- 街頭演劇、悪戯（会員30人が裸でサンフランシスコのケーブルカーに乗車したり、最も反響があったと推測できるイベントの記念ポストカードを製作）
- 奇妙な場所での手の込んだゲーム（墓地、下水道トンネル、深夜の金融街など）
- 都市その他の探査（放棄された工業関連施設、下水道その他のトンネル、水路、橋など）
- 潜入（世界基督教統一神霊協会や国家社会主義白人党の2団体へ最も大胆に参加した）
- 時々、アメリカ洞窟学会(NSS)が1979年から行った潜入イベントにも参加していた。参加したい会員はパロアルトグロットで毎月開催される会議に集まった。NSS会員はすぐに新会員を多少奇妙に決めていた。そして2つの団体はいくつかの極限的な洞窟探査を共同で行うようになった。最も有名な探査として中央メキシコにある自由に入れる洞窟として世界一深いスワロー洞窟（英語版）での2週間探査だった。

## 遺産と会員
このクラブで橋を登る探検を行った時点でおそらく最も知られていた。秘密裏に活動していた期間、多くの将来的な文化的、芸術的な活動に影響を与えた。ビルボード・リブレーション・フロントはゲイリー・ウォーンが1977年にこのクラブのイベントとして始めた。著作家ドン・ヘロンによるダシール・ハメット・ウォーキングツアーというアメリカ合衆国において最も長く続いた文学ツアーも1977年にこのクラブがきっかけで始まった。チャイニーズ・ニューイヤー・トレジャーハントも1977年にゲイリー・ウォーンが創設し形を変えながらも現在まで続いている。電子フロンティア財団共同創設者のジョン・ギルモアも会員だった。不協和音協会はこのクラブを元に1986年に設立、サンフランシスコで初めて行われたサンタコンの初回を主催、その後世界に広まるようになった。不協和音協会も世界に広まっている。バーニングマンフェスティバルを広めたこのクラブの会員だった多くの人々や不協和音協会は砂漠イベントの黎明期において重要な主宰者とされ、「痕跡を残さない」というバーニングマンのスローガンもこのクラブやウォーンの哲学を取り入れたものである。